# 莫臥兒部落
莫臥兒部落，從理論上講是一個以文化為紐帶的突厥-蒙古部落軍隊和移民組成的部落，由中亞來到南亞建立蒙兀兒帝國。分布於阿富汗，印度，巴基斯坦和孟加拉國，總人口3,450,100人。

## 歷史和起源
莫臥兒人一般是指巴布爾出身的巴魯剌思氏，和其他突厥-蒙古軍人後裔。但這個詞一直有著更廣泛的含義，在17世紀，莫臥兒一詞涵蓋了大量的群體。一般來說，所有到印度的中亞移民，包括察合台人，烏茲別克人，塔吉克人，欽察，哈薩克人，土庫曼人，吉爾吉斯人，維吾爾人或阿富汗人、伊朗人，簡稱為莫臥兒人。
在北印度他們是四個外国穆斯林種姓之一，有什葉派也有遜尼派，作為統治階級的一部分，莫卧兒人與其他穆斯林一起主要居住在城市。他們以騎射和摔跤聞名，菜式也偏向肉食。
現在印度的莫臥兒人多數生活在北方邦和古吉拉特，許多人是果園主，也以貿易和編織地毯為生。